# Ludwig Löwenstein
Ludwig Louis Löwenstein (10. února 1830 Hroznětín – 18. července 1901 Ostrov) byl rakouský židovský podnikatel ze severozápadních Čech, spoluzakladatel porcelánky PULS v Ostrově u Karlových Varů. Anglickou verzi jména (Louis) mu začali připisovat až potomci, aby otce odlišili od jiných nositelů téhož jména a příjmení.

## Život a kariéra
Narodil se v rodině Mosese Löwensteina z Hroznětína a jeho manželky Charlotty Libuše, rozené Wetznerové z Kynšperka.
Ze sňatku s Klarou Löwensteinovou, rozenou Glaserovou, pocházelo osm dětí, z nichž se synové Fritz, Leo a Emil přestěhovali do New Yorku, Rudolf a Hans pokračovali ve vedení otcova podniku.
V roce 1873 Löwenstein společně s manželkou Clarou a Josef Pfeiffer s manželkou Terezií zakoupili v Ostrově nad Ohří u nádraží pozemky pro stavbu mlýna na kaolín, porcelánové manufaktury a dalších provozů. Následujícího roku dali postavit porcelánku, kterou jejich synové později pojmenovali PULS. Nedaleko ní si postavili rodinný dům, který se zachoval.
Pro výrobu porcelánu v Ostrově našel tandem Pfeiffer-Löwenstein potřebné podmínky: vodní zdroj, v blízkém okolí naleziště suroviny (kaolínu), levné pracovní síly a novou železniční zastávku, otevřenou v roce 1871, protože nákladními vagóny se dopravovala jak surovina, tak hotové výrobky do obchodů.
Porcelánka se soustředila na výrobu stolního nádobí, s drobným malovaným dekorem, pro který měla svou malírnu. Postupně zavedla také dekorační figurky. Výrobky značila ve dně značkou PLS nebo PULS iniciálami z německého názvu firmy "Pfeiffer und Löwenstein Schlackenwerth". V roce 1890 byly tři pece a mlýn na kaolin elektrifikovány a výroba prosperovala. Ludwig Löwenstein zemřel v 71 letech a byl pohřben v Karlových Varech do rodinné hrobky, která se zachovala.
Po Löwensteinově a Pfeifferově smrti pokračovali ve výrobě porcelánu synové obou zakladatelů, Josef Pfeiffer mladší (1869–1942) a Rudolf Löwenstein (1874–1923). Tehdy se značka rozšířila na PULS. Po roce 1945 byla výroba sice obnovena, ale pro nedostatek zaměstnanců a špatný odbyt nedosáhla někdejších úspěchů, roku 1946 nejmladší syn Hans Löwenstein emigroval a roku 1948 byla porcelánka uzavřena.